# Idioma adithinngithigh
Adithinngithigh es una lengua aborigen australiana hablada una vez en Cabo York en Queensland.
Ha habido cierta confusión sobre el nombre:

Dado que Aditinngithigh y 'Arritinngithigh' parecen haber sido identificados con un solo estado cada uno y los nombres son tan similares, podría ser tentador considerar que sus distintas grafías son un mero artefacto del proceso de grabación, pero los nombres son realmente distintos y, además, la los bienes relevantes no son contiguos y pertenecen a diferentes personas.

Sin embargo, no está claro qué tan distintas son las dos variedades.